# 田代功
田代 功（たしろ いさお）は、日本の官僚、郵政官僚。熊本県出身。

## 経歴
熊本県立玉名高等学校、東京大学法学部卒業。
昭和33年に郵政省に入省する。
45年、熊本郵政局資材部長、九州電波監理局監督部長、総務部長などを経て５５年、本省大臣官房文書課長、56年、審議官。
60年、九州郵政局長、本省大臣官房資材部長などを経て本省郵務局長を最後に退官した。
退官後は東京放送（現・TBS）常務取締役を務めた。
| スタブアイコン | サブスタブ | この項目は、まだ閲覧者の調べものの参照としては役立たない、人物に関連した書きかけの項目です。この項目を加筆・訂正などしてくださる協力者を求めています（P:人物伝/PJ:人物伝）。 |